# Диди-Гориджвари
Диди-Гориджвари (груз. დიდი გორიჯვარი) — село в Грузии, на территории Горийского муниципалитета края (мхаре) Шида-Картли.

## География
Село находится в центральной части Грузии, на правом берегу Куры, на расстоянии приблизительно 1 километра (по прямой) к западу от города Гори, административного центра муниципалитета. Абсолютная высота — 642 метра над уровнем моря.

## Население
По результатам официальной переписи населения 2014 года в Диди-Гориджвари проживало 65 человек (32 мужчины и 33 женщины). В национальной структуре населения грузины составляли 96,9 %, осетины — 3,1 %.
| Год  | Население, человек |
| ---- | ------------------ |
| 2002 | 64                 |
| 2014 | ↘ 65               |